# Stormartillerivagn m/43
Stormartillerivagn m/43 (Sav m/43) (en español: Transporte de artillería de asalto modelo 1943) era un cañón de asalto basado en el chasis del Stridsvagn m/41 SII, un desarrollo sueco de un tanque mediano checoslovaco TNH construido bajo licencia. Los Sav m/43 primero estaban armados con un cañón de 75 mm, y más tarde con un cañón de 105 mm m/44.

## Servicio
El Sav m/43 fue usado por la artillería en el Regimiento A9 en Kristinehamn. En 1951, fueron transferidos a las fuerzas armadas. Con un Sav m/43 usado en el entrenamiento, fueron asignados a compañías de infantería de armas de asalto con seis armas de asalto en cada brigada. Fueron retirados del servicio activo en 1973.